# Akishimo (tàu khu trục Nhật)
Akishimo (tiếng Nhật: 秋霜) là một tàu khu trục thuộc lớp Yūgumo của Hải quân Đế quốc Nhật Bản, từng hoạt động trong Chiến tranh Thế giới thứ hai.
Akishimo được đặt lườn tại Xưởng đóng tàu Fujinagata vào ngày 3 tháng 5 năm 1943, được hạ thủy vào ngày 5 tháng 12 năm 1943 và được đưa ra hoạt động vào ngày 11 tháng 3 năm 1944.
Ngày 10 tháng 11 năm 1944, Akishimo hộ tống đoàn tàu vận tải chuyển binh lính TA-4 từ Manila đến Ormoc. Nó bị hư hại nặng bởi một cuộc không kích của máy bay ném bom B-25 Mitchell của Không lực Mỹ đang khi rút lui, bị đánh trúng trực tiếp một quả bom, làm mất mũi tàu và khiến 20 người thiệt mạng cùng 35 người bị thương. Nó quay trở lại Manila với vận tốc 16 kn (30 km/h; 18 mph), rồi đi vào Xưởng hải quân Cavite vào ngày 11 tháng 11 để sửa chữa.
Ngày 13 tháng 11, một cuộc không kích do Hoa Kỳ thực hiện nhắm vào Manila đã đánh trúng Akishimo, lúc đó đang neo đậu cạnh tàu khu trục Akebono trên bến tàu Cavite, ở tọa độ 14°35′B 120°55′Đ / 14,583°B 120,917°Đ. Các quả bom ném trúng trực tiếp đã khiến cả hai bốc cháy. Sang ngày 14 tháng 11 một vụ nổ lớn trên chiếc Akishimo đã làm hư hại thêm cả hai con tàu; Akishimo bị lật nghiêng sang mạn phải.
Akishimođược rút khỏi danh sách Đăng bạ Hải quân vào ngày 10 tháng 1 năm 1945.